# Zmiany nazw miejscowości w południowo-wschodniej Polsce
Zmiany nazw miejscowości w południowo-wschodniej Polsce w 1977 roku dokonały się zgodnie z Zarządzeniem Ministra Administracji, Gospodarki Terenowej i Ochrony Środowiska z 9 sierpnia 1977 r. w sprawie zmiany nazw niektórych miejscowości w województwach: krośnieńskim, nowosądeckim, przemyskim, rzeszowskim i tarnobrzeskim ogłoszonym w Monitorze Polskim nr 21 z 22 sierpnia 1977 r., poz. 112, podpisanym przez Marię Milczarek. Na jego skutek zamieniono wiele dotychczasowych nazw miejscowości, głównie ukraińskiego pochodzenia, na polsko brzmiące, często będące ich tłumaczeniem.
Już wcześniej, 1 kwietnia 1977 r., zmieniono nazwy dwóch osad  w województwie przemyskim: Rabe oraz Hłomcza – powodem była rocznica śmierci generała Świerczewskiego.
Zarządzenie weszło w życie 1 października 1977 r. (w przypadku Rabe i Hłomczy 1 kwietnia) i wywołało duże poruszenie i wiele protestów. W przywrócenie dawnych nazw zaangażowały się środowiska przewodnickie, turystyczne i naukowe (m.in. Zarząd Główny PTTK czy XX Walny Zjazd Związku Literatów Polskich ze szczególnym głosem jego prezesa Jarosława Iwaszkiewicza), a także pomniejsze organizacje lokalne, jak choćby koła gospodyń wiejskich. Pod wpływem protestów reaktywowano Komisję Ustalania Nazw Miejscowości i Obiektów Fizjograficznych zlikwidowaną w 1975 r., a jej nowy przewodniczący, prof. Mieczysław Szymczak, zażądał przywrócenia starych nazw.
W 1978 zaczęły się działania pozorne (m.in. ówczesnego ministra Józefa Kępy), jednak sprawa doczekała się finału dopiero w 1981 po interwencji „Kultury”, „Polityki”, „Politechnika” i „Słowa Powszechnego”. W ogłoszonym w Monitorze Polskim nr 7 z 1 kwietnia 1981 r., poz. 61, Zarządzeniu Ministra Administracji, Gospodarki Terenowej i Ochrony Środowiska z 27 lutego 1981 r. w sprawie przywrócenia nazw niektórych miejscowości w województwach: krośnieńskim, nowosądeckim, przemyskim, rzeszowskim i tarnobrzeskim przywrócono dawne brzmienie 119 ze 120 nazw – wyjątkiem wyszczególnionym w § 1.2. był przysiółek Spokojna w gminie Nisko. Zarządzenie weszło w życie 1 kwietnia 1981 r. W przypadku Hłomczy i Rabe stare nazwy powróciły dopiero w 1983 r..
Historię tę opisano w książce Spór o Bieszczady autorstwa Witolda Michałowskiego i Janusza Rygielskiego (wyd. Sport i Turystyka, Warszawa 1986, ISBN 83-217-2216-4).
Kilka miesięcy po przywróceniu dawnych nazw osobnym zarządzeniem ponownie zmieniono nazwę Poździacz na Leszno. W 1986 w podobnym trybie ponownie zmieniono nazwę Dusowce na Niziny.

## Wykaz miejscowości objętych zarządzeniem
| Nazwa do 1977             | Nazwa w latach 1977–1981 |
| ------------------------- | ------------------------ |
| województwo krośnieńskie  |                          |
| Berezka                   | Brzózka                  |
| Bereźnica Niżna           | Brzeźniczka              |
| Bereźnica Wyżna           | Brzezina                 |
| Bereżki                   | Brzeżki                  |
| Chrewt                    | Przystań                 |
| Czerteż                   | Przedmieście             |
| Czystogarb                | Górna Wieś               |
| Dąbrówka Ruska            | Dąbrówka                 |
| Dołżyca (gmina Komańcza)  | Długopole                |
| Dołżyca (gmina Cisna)     | Zakole                   |
| Dudyńce                   | Szybistów                |
| Dwerniczek                | Jodłówka                 |
| Dwernik                   | Przełom                  |
| Dydiowa                   | Zacisze                  |
| Hłudno                    | Chłodnik                 |
| Hołuczków                 | Okrężna                  |
| Horodek                   | Gródek                   |
| Hoszowczyk                | Stoczek                  |
| Hroszówka                 | Groszówka                |
| Hulskie                   | Stanisławów              |
| Huzele                    | Podzamcze                |
| Jabłonica Ruska           | Jabłonica                |
| Jahońka                   | Jasień                   |
| Kreców                    | Sady                     |
| Kulaszne                  | Międzygórze              |
| Lachawa                   | Miodowa                  |
| Leszczowate               | Zalesie                  |
| Liskowate                 | Lisówek                  |
| Łodyna                    | Łęgi                     |
| Łopienka                  | Owczary                  |
| Morochów                  | Mroczków                 |
| Muczne                    | Kazimierzowo             |
| Niewistka                 | Podrzecze                |
| Orelec                    | Orle                     |
| Paniszczów                | Ustroń                   |
| Prełuki                   | Przełęcz                 |
| Procisne                  | Przesmyk                 |
| Rabe                      | Podgórze                 |
| Rosochate                 | Olszyna                  |
| Rozpucie                  | Tkaczowa                 |
| Serednica                 | Średnia Wieś             |
| Sianki                    | Sanniki                  |
| Skorodne                  | Ostra                    |
| Smereczne                 | Świerkowa                |
| Smerek                    | Świerków                 |
| Stańkowa                  | Rzeczki                  |
| Studenne                  | Studzienne               |
| Stuposiany                | Łukasiewicze             |
| Sukowate                  | Sękówka                  |
| Świerzowa Ruska           | Świerzowa                |
| Tworylne                  | Słoneczna                |
| Uherce Mineralne          | Nowa Wieś                |
| Ulucz                     | Łąka                     |
| Wańkowa                   | Jankowa                  |
| Weremień                  | Podegrodzie              |
| Werlas                    | Międzylesie              |
| Wilsznia                  | Olszanka                 |
| Witryłów                  | Wietrzna                 |
| Wola Krecowa              | Wola Sadowska            |
| Wola Matiaszowa           | Wola                     |
| Wołodź                    | Czechów                  |
| Wołosate                  | Roztoka                  |
| Zawadka Morochowska       | Zawadka                  |
| Zubeńsko                  | Zębieńsko                |
| Żerdenka                  | Zawadówka                |
| województwo nowosądeckie  |                          |
| Skwirtne                  | Skwierzyn                |
| województwo przemyskie    |                          |
| Aksmanice                 | Witoldów                 |
| Bałaje                    | Lipówka                  |
| Basznia Dolna             | Smolinka Dolna           |
| Basznia Górna             | Smolinka Górna           |
| Bihale                    | Zawodzie                 |
| Brylińce                  | Tomczyków                |
| Budomierz                 | Zawada                   |
| Chołowice                 | Nadbrzeżna               |
| Chotylub                  | Lubice                   |
| Dachnów                   | Jaworzyna                |
| Dmytrowice                | Olszynka                 |
| Drohobyczka               | Międzygórze              |
| Dusowce                   | Niziny                   |
| Futory                    | Sośnina                  |
| Gorajec                   | Dąbrowa                  |
| Gruszowa                  | Jodłowa                  |
| Hnatkowice                | Ignaców                  |
| Hołubla                   | Podlasek                 |
| Hruszowice                | Gruszowice               |
| Hurcze                    | Niwiska                  |
| Hureczko                  | Pograniczne              |
| Hurko                     | Graniczne                |
| Huwniki                   | Wiarska Wieś             |
| Iskań                     | Pogoń                    |
| Jaksmanice                | Witoldówek               |
| Jawornik Ruski            | Jaworowice               |
| Kniażyce                  | Podlesie                 |
| Kobylnica Ruska           | Kopytów Dolny            |
| Kobylnica Wołoska         | Kopytów Górny            |
| Koniusza                  | Zagórze                  |
| Kopysno                   | Kopystno                 |
| Krowica Hołodowska        | Krowica Lubaczowska      |
| Manasterz                 | Osetkowo                 |
| Młodowice                 | Walterów                 |
| Mołodycz                  | Młodzice                 |
| Nehrybka                  | Podgrodzie               |
| Niemstów                  | Chmielowice              |
| Nowiny Horynieckie        | Nowiny                   |
| Polanka Horyniecka        | Polanka                  |
| Poździacz                 | Leszno                   |
| Prałkowce                 | Nadsanie                 |
| Radruż                    | Rozdroże                 |
| Rożubowice                | Podgórze                 |
| Sierakośce                | Kalinowice               |
| Starzawa                  | Stawiska                 |
| Ułazów                    | Łominy                   |
| Werchrata                 | Boguszów                 |
| Witoszyńce                | Podgórzyska              |
| Załuże                    | Załęże                   |
| Żohatyn                   | Międzylesie              |
| województwo rzeszowskie   |                          |
| Chyki-Dębiaki             | Dębiaki                  |
| Przychojec                | Jodłówka                 |
| województwo tarnobrzeskie |                          |
| Cisów-Las                 | Cisów                    |
| Mordownia                 | Spokojna                 |